# Zębiełki
Zębiełki (Crocidurinae) – podrodzina owadożernych ssaków z rodziny ryjówkowatych (Soricidae). 

## Występowanie
Podrodzina obejmuje gatunki występujące w Eurazji i Afryce.

## Systematyka
Do podrodziny zębiełków należą następujące występujące współcześnie rodzaje:
- Palawanosorex Hutterer, Balete, Giarla, Heaney & Esselstyn, 2018
- Solisorex O. Thomas, 1924 – pazurozębiełek – jedynym przedstawicielem jest Solisorex pearsoni O. Thomas, 1924 – pazurozębiełek cejloński
- Feroculus Kelaart, 1852 – sornik – jedynym przedstawicielem jest Feroculus feroculus (Kelaart, 1850) – sornik szponiasty
- Suncus Ehrenberg, 1832 – ryjówek
- Ruwenzorisorex Hutterer, 1986 – ruwenzorek – jedynym przedstawicielem jest Ruwenzorisorex suncoides (Osgood, 1936) – ruwenzorek ryjówkowy
- Sylvisorex O. Thomas, 1904 – lasoryjek
- Scutisorex O. Thomas, 1913 – herosek
- Paracrocidura Heim de Balsac, 1956 – ryjownik
- Diplomesodon Brandt, 1852 – soreczek – jedynym współcześnie występującym gatunkiem jest Diplomesodon pulchellum (H. Lichtenstein, 1823) – soreczek łaciaty
- Crocidura Wagler, 1832 – zębiełek

Opisano również rodzaj wymarły:
- Similisorex Stogov & Savinov, 1965 – jedynym przedstawicielem był Similisorex orlovi Stogov & Savinov, 1965